# Timmy Yip
Timmy Yip, né le 22 décembre 1967 à Hong Kong, est un chef décorateur et costumier chinois. 

## Biographie
Il commence à travailler dans le cinéma dans le département artistique en 1986 sur le film Le Syndicat du crime. Il travaille depuis dans les domaines de la conception de décors et de costumes pour le cinéma et le théâtre. Il remporte en 2001 l'Oscar de la meilleure direction artistique et le British Academy Film Award des meilleurs costumes pour Tigre et Dragon et en 2009 les prix de la meilleure direction artistique et des meilleurs costumes aux Hong Kong Film Awards pour Les Trois Royaumes. Depuis le début des années 2000, il organise de nombreuses expositions dans lesquelles il introduit l'esthétique du « nouvel orientalisme » à travers la photographie, la sculpture et l'installation.

## Filmographie

### Chef décorateur
- 1993 : Il était une fois en Chine 3 : le tournoi du Lion, de Tsui Hark
- 1993 : La Tentation d'un bonze, de Clara Law
- 2000 : Tigre et Dragon, d'Ang Lee
- 2001 : Et là-bas, quelle heure est-il ?, de Tsai Ming-liang
- 2002 : Printemps dans une petite ville, de Tian Zhuangzhuang
- 2005 : La Saveur de la pastèque, de Tsai Ming-liang
- 2005 : Les Enfants invisibles (segment Song Song and Little Cat), de John Woo
- 2008 : Les Trois Royaumes, de John Woo
- 2012 : Tai Chi Zero, de Stephen Fung

### Chef costumier
- 2000 : Tigre et Dragon, d'Ang Lee

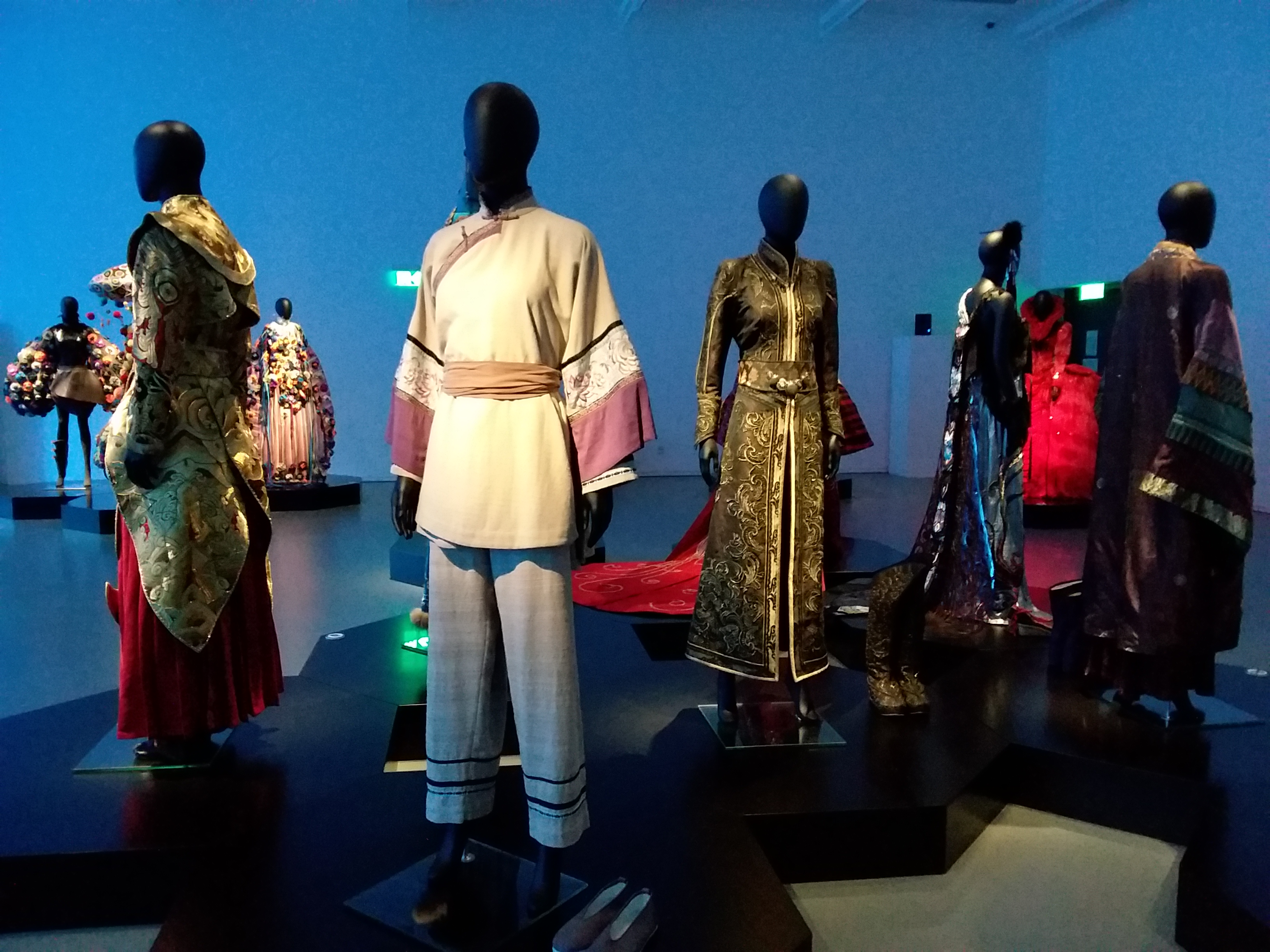
Costumes de Timmy Yip pour Tigre et Dragon.

- 2002 : Double Vision, de Chen Kuo-fu
- 2002 : Printemps dans une petite ville, de Tian Zhuangzhuang
- 2007 : Blood Brothers, d'Alexi Tan
- 2008 : Les Trois Royaumes, de John Woo
- 2009 : The Message, de Chen Kuo-fu
- 2012 : Back to 1942, de Feng Xiaogang
- 2014 : Marco Polo (TV)